# Тихо Обретенов
Тихо Обретенов е български занаятчия.
Родителите му Обретен и Стамата, се постарават да образоват сина си, доколкото това е било възможно в онази епоха. Тихо Обретенов е знаел писмено български и гръцки език. Наследява занаята на баща си, абаджийството. Става уважаван еснаф, многократно е избиран за църковен и училищен настоятел. Годините след Кримската война бележат началото на връзките му с Георги Раковски. Умира през 1869 година, отровен от съдружника си.
Тихо Обретенов е типичен представител на средната класа българи преди и непосредствено след Кримската война (1853 – 1856), която ще реши Българския църковен въпрос с учредяването на Българската екзархия през 1870 година, а и ще формира поколението, което ще поведе националноосвободителното движение на българския народ.
Жена му Тонка Обретенова става известна в националноосвободителната борба като „баба Тонка“. Техните 7 деца, достигнали зряла възраст, са неразривно свързани с националноосвободителните борби на българския народ.
- Атанас (роден 1835 година, наричан „стар иконом“ или Барбата) – отговарял е за скривалището в дома им и за пренасянето на оръжие и тайна поща.
- Ангел (1837 – 1894) – участник в четата на Хаджи Димитър и Стефан Караджа (1868), осъден на вечно заточение в крепостта Акия, Палестина).
- Петър (ок. 1840 – 1844 – 1868) – участник във Втора българска легия в Белград, четник в четата на Хаджи Димитър и Стефан Караджа, загива в 4-та битка на четата в местността Канлъдере в землището на село Вишовград.
- Петрана (1842 – 1932) шие знамето на Червеноводската чета (1875 година), което по-късно е използвано от Ботевата чета, и знамето на Сливенската чета (1876 година); пренася тайна поща и оръжение.
- Никола (1849 – 1939) участва в основаването на Русенския частен революционен комитет и в Ботевата чета. През 1876 г. е заловен и осъден на смърт, но присъдата е отменена. След Освобождението е народен представител и кмет на Русе. Умира малко след 90-а си годишнина.
- Георги (след 1849 – 1876) убит е като четник в Сливенска чета на Стоил войвода.
- Анастасия (1860 – 1926) подпомага дейността на братята си, след Освобождението като съпруга на Захари Стоянов редактира неговите произведения.